# Jean-Nicod-Preis
Der Jean-Nicod-Preis (französisch Prix Jean Nicod) wird seit 1993 zumeist jährlich in Paris für außergewöhnliche Leistungen im Bereich Philosophie des Geistes oder Kognitionswissenschaft vergeben. Der Preis wurde mit dem Ziel ausgelobt, den Austausch zwischen Philosophie und Kognitionswissenschaft in Frankreich zu verstärken. Mittlerweile gilt der Nicod-Preis als eine der international wichtigsten Auszeichnungen in dem beschriebenen Forschungsbereich.
Der Preis wird vom Centre national de la recherche scientifique (CNRS) verliehen und von der École normale supérieure (ENS) sowie der École des Hautes Études en Sciences Sociales (EHESS) unterstützt. Er ist nach dem französischen Philosophen Jean Nicod (1893–1924) benannt. Die Auswahlkommission ist durch die bekanntesten französischen Forscher auf den Gebieten der Philosophie des Geistes und der Kognitionswissenschaft zusammengesetzt, also etwa aus Jean-Pierre Changeux und Pierre Jacob.
Der Preis ist in der Regel mit einer Vorlesung der oder des Ausgezeichneten verbunden und diese wird als Monographie in der Reihe Jean Nicod Lectures von MIT Press veröffentlicht.

## Liste der Jean-Nicod-Preisträger
| Jahr | Name                           | Universität                                        | Vorlesungstitel                                                                                   | Veröffentlichung       |
| ---- | ------------------------------ | -------------------------------------------------- | ------------------------------------------------------------------------------------------------- | ---------------------- |
| 1993 | Jerry Fodor                    | Rutgers University                                 | The Elm and the Expert: Mentalese and Its Semantics                                               | ISBN 0262560933        |
| 1994 | Fred Dretske                   | Stanford University                                | Naturalizing the Mind                                                                             | ISBN 0262540894        |
| 1995 | Donald Davidson                | UC Berkeley                                        | n/a                                                                                               | n/a                    |
| 1996 | Hans Kamp                      | Universität Stuttgart                              | Thinking and Talking About Things                                                                 | n/a                    |
| 1997 | Jon Elster                     | Columbia University                                | Strong Feelings. Emotion, Addiction, and Human Behavior                                           | ISBN 0-262-05056-0     |
| 1998 | Susan Carey                    | New York University                                | The Origins of Concepts: Evolution vs Culture                                                     | n/a                    |
| 1999 | John Perry                     | Stanford University                                | Knowledge, Possibility, and Consciousness                                                         | ISBN 0-262-16199-0     |
| 2000 | John Searle                    | UC Berkeley                                        | Rationality in Action                                                                             | ISBN 0262194635        |
| 2001 | Daniel Dennett                 | Tufts University                                   | Sweet Dreams. Philosophical Obstacles to a Science of Consciousness                               | ISBN 0-262-04225-8     |
| 2002 | Ruth Millikan                  | University of Connecticut                          | Varieties of Meaning                                                                              | ISBN 0-262-13444-6     |
| 2003 | Ray Jackendoff                 | Brandeis University                                | Mental Structures. Language, Society, Consciousness                                               | ISBN 0-262-10119-X     |
| 2004 | Zenon Pylyshyn                 | Rutgers University                                 | Things and Places. How the Mind Connects with the World                                           | ISBN 978-0-262-16245-6 |
| 2005 | Gilbert Harman                 | Princeton University                               | The Problem of Induction and Statistical Learning Theory                                          | ISBN 978-0-262-08360-7 |
| 2006 | Michael Tomasello              | Max-Planck-Institut für evolutionäre Anthropologie | Origins of Human Communication                                                                    | ISBN 0-262-20177-1     |
| 2007 | Stephen Stich                  | Rutgers University                                 | Moral Theory Meets Cognitive Science: How the Cognitive Science Can Transform Traditional Debates | n/a                    |
| 2008 | Kim Sterelny                   | Victoria University of Wellington                  | The Fate of the Third Chimpazee                                                                   | n/a                    |
| 2009 | Elizabeth Spelke               | Harvard University                                 | Sources of Human Knowledge                                                                        | n/a                    |
| 2010 | Tyler Burge                    | University of California, Los Angeles              | Thresholds of Reason                                                                              | n/a                    |
| 2011 | Gergely Csibra, György Gergely | Central European University, Budapest              | Natural Pedagogy                                                                                  |                        |
| 2013 | Ned Block                      | New York University                                | Conscious, Unconscious, Preconscious                                                              |                        |
| 2014 | Uta Frith, Chris Frith         | University College London                          | What Makes Us Social?                                                                             |                        |
| 2015 | David Chalmers                 | New York University                                | Spatial Experience and Virtual Reality                                                            |                        |
| 2016 | Patrick Haggard                | University College London                          | Volition, Agency, Responsibility: Cognitive Mechanisms of Human Action                            |                        |
| 2017 | John Campbell                  | University of California, Berkeley                 | How Language Enters Perception                                                                    |                        |
| 2019 | Martine Nida-Rümelin           | Universität Freiburg                               | Philosophical fundamentals for scientific studies of consciousness                                |                        |
| 2020 | Leda Cosmides, John Tooby      | University of California, Santa Barbara            |                                                                                                   |                        |
| 2021 | Frances Egan                   | Rutgers University                                 | Deflating Mental Representation                                                                   |                        |
| 2022 | Peter Godfrey-Smith            | Universität Sydney                                 | The Evolution of Experience                                                                       |                        |
| 2023 | Nancy Kanwisher                | Massachusetts Institute of Technology              | Functional Organization of the Human Brain                                                        |                        |
| 2024 | Christopher Peacock            | Columbia University                                | Understanding Music                                                                               |                        |
| 2025 | Peter Gärdenfors               | Universität Lund                                   | The Evolution of Cognition                                                                        |                        |